# Kerstin Arthur-Nilson
Kerstin Elisabet Nilsson, känd som Kerstin Arthur-Nilson, ogift Svenson, född 2 januari 1931 i Helsingborgs Maria församling i Malmöhus län, död 3 februari 2016 i Kvistofta församling i Skåne län, var en svensk författare. 
Kerstin Arthur-Nilson var dotter till folkskolerektor Ernst Svenson och Martha Lagerström. Hon avlade studentexamen 1951 och skrev från sin ungdom såväl vers som noveller. Framförallt gjorde hon sig känd som barnboksförfattare. Hon var med och grundade GA-förlaget i Helsingborg 1990.
Hon var från 1952 gift med tandtekniker Nils Arthur Nilson (1925–2018) med vilken hon fick två söner.